# 크레타주
크레타주(그리스어: Κρήτης)는 그리스의 주 가운데 하나로, 주도는 이라클리오이며 면적은 8,336km2, 인구는 713,427명(2011년 기준), 인구 밀도는 75명/km2이다. 크레타섬의 이라클리오현, 라시티현, 레팀노현, 하니아현이 이 지역에 속한다.
크레타주는 크레타섬을 포함하여 가브도스섬, 가브도풀라섬, 디아섬, 흐리시섬, 쿠포니시섬, 디오니사데스섬 등 주변의 작은 섬들을 관할하며, 이라클리오를 비롯하여 하니아, 레팀노, 이에라페트라 등의 도시들이 위치하고 있다.

## 같이 보기
- 크레타